# Protographium zonaria
Protographium zonaria is een vlinder uit de familie van de pages (Papilionidae). De wetenschappelijke naam van de soort is voor het eerst geldig gepubliceerd in 1869 door Arthur Gardiner Butler.